# 2504 Гавіола
2504 Гавіола (2504 Gaviola) — астероїд головного поясу, відкритий 6 травня 1967 року.
Тіссеранів параметр щодо Юпітера — 3,333.